# The Broadway Beat
The Broadway Beat è il primo album come leader del trombettista jazz statunitense Shorty Baker (a nome Harold Baker Quartet), pubblicato dall'etichetta discografica King Records nel dicembre del 1958 .

## Tracce

### LP
Lato A
1. Them There Eyes – 2:35 (Maceo Pinkard, William Tracey, Doris Tauber)
2. In a Little Spanish Town – 3:14 (testo: Sam M. Lewis, Joe Young – musica: Mabel Wayne)
3. 'S Wonderful – 2:37 (testo: Ira Gershwin – musica: George Gershwin)
4. If I Had You – 3:07 (testo: Jimmy Campbell – musica: Reginald Connelly, Ted Shapiro)
5. Rosetta – 2:33 (Earl Hines, Henri Woode)
6. After You've Gone – 1:36 (testo: Henry Creamer – musica: Turner Layton)

Lato B
1. Marie – 2:45 (musica: Irving Berlin)
2. Close Your Eyes – 2:29 (musica: Bernice Petkere)
3. The World Is Waiting for the Sunrise – 2:40 (testo: Gene Lockhart – musica: Ernest Seitz)
4. Love Me or Leave Me – 3:25 (testo: Gus Kahn – musica: Walter Donaldson)
5. Cherry – 2:30 (musica: Don Redman)

## Formazione
- Harold "Shorty" Baker – tromba
- Jimmy Jones – piano
- Kenny Burrell – chitarra
- Carl Pruitt – contrabbasso
- Ed Thigpen – batteria[4]